# تاو قيطس f
تاو قيطس f هو أرض هائلة أو نبتون صغير يدور حول النجم تاو قيطس. تم اكتشاف الكوكب في 2012.